# Fiat 684
 (août 2018).
Si vous disposez d'ouvrages ou d'articles de référence ou si vous connaissez des sites web de qualité traitant du thème abordé ici, merci de compléter l'article en donnant les références utiles à sa vérifiabilité et en les liant à la section « Notes et références ».
Le Fiat 684 est un camion polyvalent, porteur ou tracteur de semi-remorques, fabriqué par le constructeur  italien Fiat V.I. de 1970 à 1980. 
Il fait partie de la très grande famille des camions lourds Fiat V.I. équipés de la nouvelle cabine Fiat "H" aux formes carrées qui sera maintenue jusqu'en 1991. Cette cabine succède à la fameuse cabine Fiat dite "baffo" - à moustaches.
Ce véhicule devait remplacer le très réputé Fiat 682 qui sera fabriqué pendant plus de 32 ans de 1952 à 1984, mais sera lui-même remplacé en 1980 par le Fiat 160. Il couvre la tranche lourde de transport de 14 à 40 tonnes.

## Description
Doté du moteur 6 cylindres en ligne Fiat 8200-02 de 9 819 cm3 de cylindrée, il disposait d'un couple maximum à seulement 900 tr/min comme tous les camions Fiat V.I. de la gamme lourde.
Conçu pour remplacer le Fiat 682, pour des charges de 14 à 40 tonnes, ce camion maintiendra la réputation de robustesse et de fiabilité de son prédécesseur.
Comme toute la gamme Fiat V.I. de l'époque, et cela jusqu'en 1975, la conduite est à droite pour le marché italien, à gauche pour l'exportation, sauf le Royaume-Uni. 
Décliné en porteur et tracteur uniquement en version 4x2, le porteur sera transformé par les spécialistes italiens du secteur en 6x2, avec le 3e essieu orientable et relevable, pour augmenter son PTC de 14 à 18 tonnes. 

### Caractéristiques techniques1resérie
- Moteur : Fiat type 8200.02 - 9 819 cm3 - 200 ch
- Boîte de vitesses Fiat 8+2 mécanique
- PTC : sur porteur 4x2 : 14,0 t en Italie, 18,0 t en Europe, plus remorque de 18,0 t.
- PTC : sur porteur 6x2 : 18,0 t en Italie, 3e essieu orientable et relevable,
- PTR tracteur semi remorques : Version T - 40,0 t.

Comme d'habitude à cette époque en Italie comme dans bien d'autres pays, les carrossiers spécialisés transformaient les camions 4x2 en 6x2 avec l'adjonction d'un essieu autodirecteur et relevable à l'arrière.
- pour les versions route, l'essieu était placé après l'essieu moteur avec allongement du châssis ce qui permettait une combinaison 3+3 de 36 tonnes ou 3+4 de 40 tonnes en Italie,
- pour les versions chantier, le châssis choisi était la version longue et l'essieu était ajouté devant l'essieu moteur ; le PTC passait alors de 14 à 20 tonnes en Italie.

Il sera remplacé par le Fiat 160 en 1980.

## Le Fiat 684 produit à l'étranger
Le camion Fiat 684 a été fabriqué non seulement dans les usines italiennes de Fiat V.I. mais également en Turquie par Fiat Otoyol de 1972 à 1975 (576 exemplaires sous l'appellation Fiat 684T) et au Venezuela dans l'usine FIAV de La Victoria.